# Линолеат кобальта(II)
Линолеат кобальта(II) — неорганическое соединение,
соль кобальта и линолевой кислоты с формулой Co(C17H31COO)2,
коричнево-пурпурное вещество,
не растворяется в воде.

## Получение
- Реакция водного раствора линолеата натрия и растворимой соли кобальта:

{\displaystyle {\mathsf {Co(NO_{3})_{2}+2NaC_{17}H_{31}COO\ {\xrightarrow {}}\ Co(C_{17}H_{31}COO)_{2}\downarrow +2NaNO_{3}}}}

## Физические свойства
Линолеат кобальта(II) образует коричнево-пурпурное вещество,
не растворимое в воде,
растворяется в горячих растительных маслах, алифатических и ароматических углеводородах.

## Применение
- Используется в качестве сиккатива.